# 우주선 하위체계

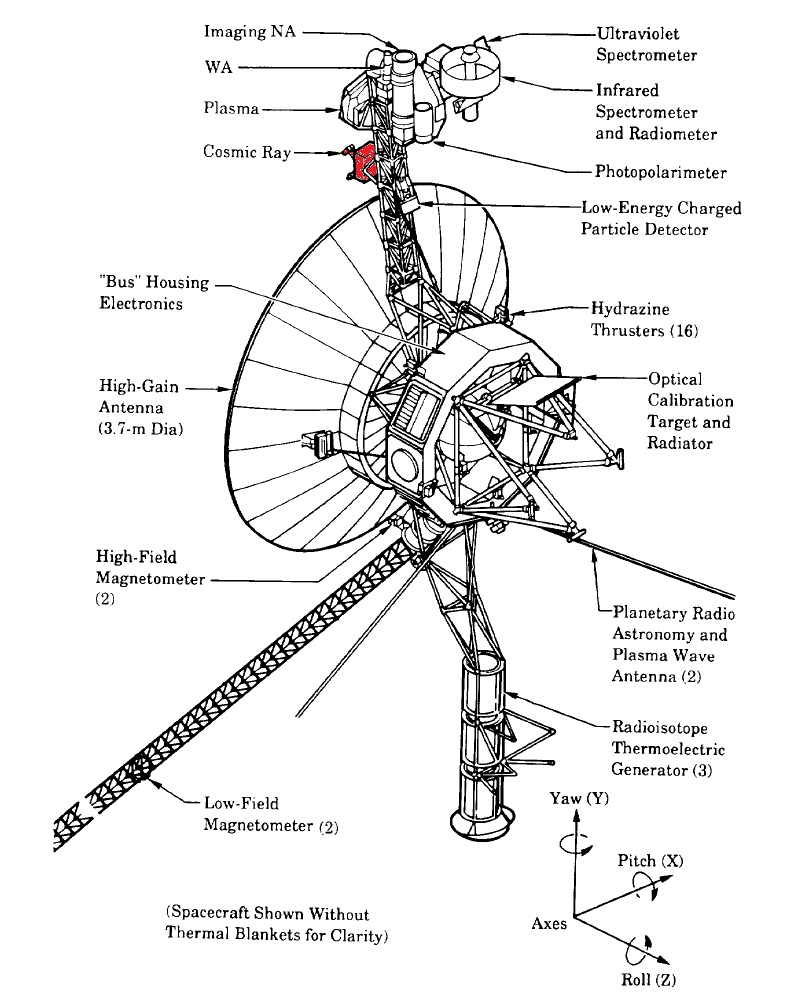
붉은색으로 강조된 CRS

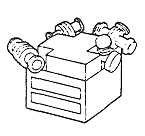
CRS 다이어그램

우주선 하위체계(CRS 또는 Cosmic Ray System)는 보이저 1호와 보이저 2호 보이저 계획 우주선에 탑재된 장비로, 우주선을 탐지하기 위한 실험 장치이다. CRS는 고에너지 망원경 체계(High-Energy Telescope System, HETS), 저에너지 망원경 체계(Low-Energy Telescope System, LETS), 전자 망원경(The Electron Telescope, TET)으로 구성되어 있다. 고에너지 입자를 탐지하도록 설계되었으며, 요구 사항으로는 장비의 신뢰성과 충분한 전하 분해능이 강조되었다. 우주선 외에도 은하 또는 지구의 태양으로부터 오는 양성자와 같은 고에너지 입자도 탐지할 수 있다.
2019년 기준으로 CRS는 두 보이저 탐사선에서 작동하는 몇 안 되는 장비 중 하나이며, 현재 장비로 3~110 MeV의 전자와 1~500 MeV/n의 우주선 원자핵을 탐지할 수 있다. 세 시스템 모두 고체 탐지기를 사용했다. CRS는 각 탐사선에 탑재된 다섯 가지 장 및 입자 실험 장비 중 하나이며, 목표 중 하나는 태양풍에 대한 더 깊은 이해를 얻는 것이다. 다른 연구 대상으로는 행성 자기권과 태양계 바깥에서 오는 전자 및 원자핵에 대한 연구가 있다.
2019년 여름, 보이저 2호의 CRS 히터가 전력을 절약하기 위해 꺼졌지만, 냉각되었음에도 불구하고 원래 작동 범위를 벗어난 새로운 저온에서도 데이터를 반환하고 있었다. 보이저 우주선의 전력량은 시간ㄴ이 지날수록 서서히 감소하고 있으므로, 전력 절약을 위해 다양한 장비들이 꺼지고 있다.

## 개요

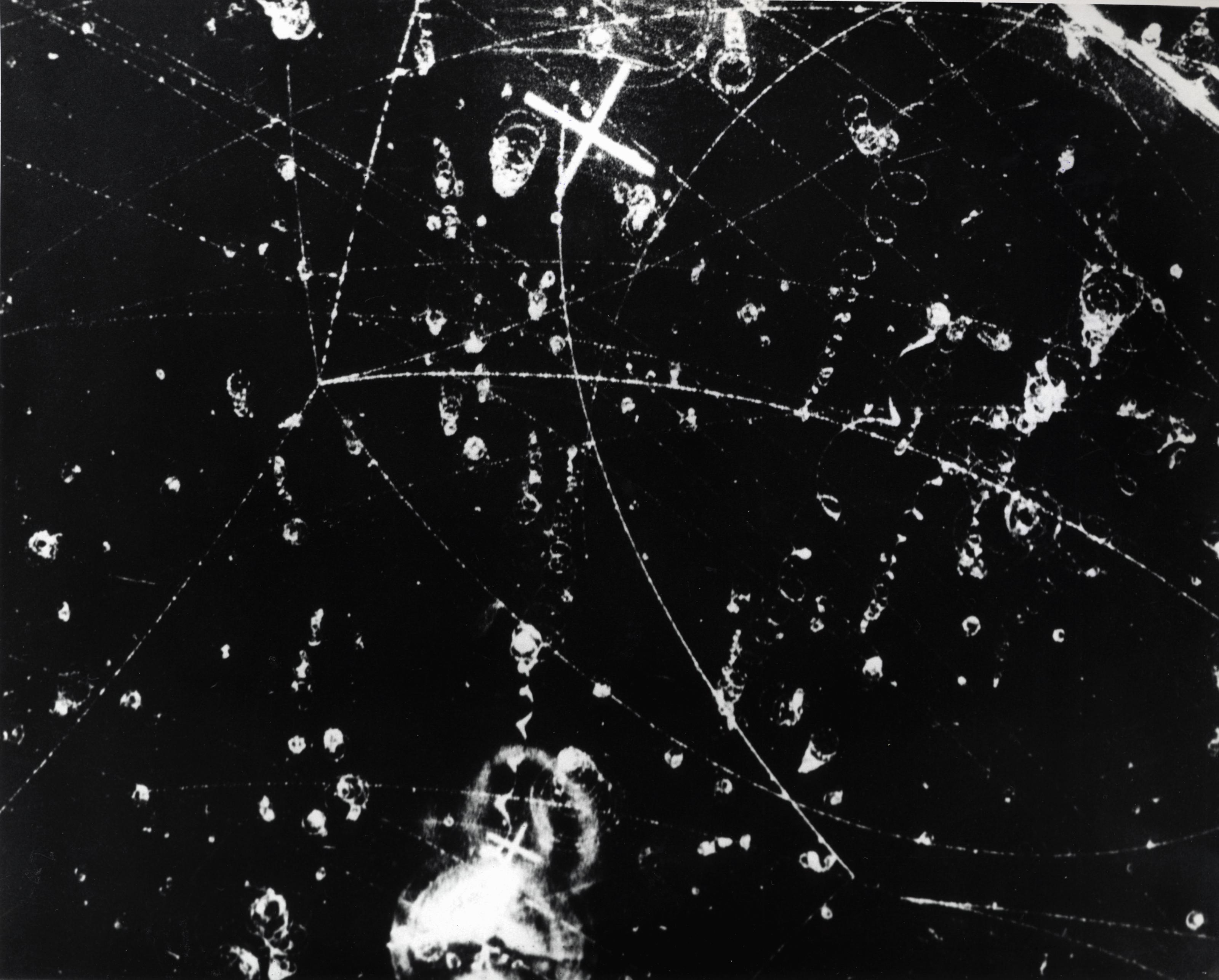
CRS는 원자 크기의 작은 입자더라도 지나가며 작은 거품과 같은 흔적을 만들어, 특정 입자가 이동할 때 궤적을 보여줄 수 있는 거품 상자나 안개 상자에서 탐지될 수 있는 것과 같은 극히 작은 입자를 탐지하고 있다.

우주선 하위체계가 진행하는 원래 연구 분야는 다음과 같다.
- 성간 우주선의 기원 및 가속 과정, 수명 주기, 동적 기여
- 우주선에서 비롯된 원소 핵합성
- 행성간 매질 내 우주선 행동
- 포획된 행성 고에너지 입자의 환경

고에너지 망원경 체계:
- 원자 번호 1~30의 경우 6~500 MeV/핵자
- 3~100 MeV의 전자

저에너지 망원경 체계:
- 원자 번호 1~30의 경우 0.15~30 MeV/핵자.
- 전자 및 원자핵의 비등방성 측정.

전자 망원경 (TET):
- TET는 3~110 MeV의 전자 에너지 스펙트럼을 측정한다.[4]

TET는 각 탐지기 사이에 두께가 다른 텅스텐이 있는 8개의 고체 탐지기로 구성된다. 탐지기와 텅스텐 층은 서로 쌓여 있다. 텅스텐 층은 0.56 mm에서 2.34 mm까지 두께가 다양하며 흡수체 역할을 한다. 각 TET 고체 탐지기는 면적이 4.5 cm2이고 두께는 3 mm이다.
수석 연구원은 에드워드 C. 스톤 주니어 교수이다.
CRS는 1970년대 개발 당시 섭씨 영하 45도까지 작동하는 테스트를 거쳤다.

## 작동 온도
개발 당시 CRS는 섭씨 영하 45도까지 작동하도록 평가되었다. 2019년까지 이 장비는 보이저 1호와 보이저 2호 모두에서 작동하고 있었지만, 2019년 여름 보이저 2호에서 전력을 절약할 필요가 생겼다. 이때 CRS의 히터가 꺼지면서 CRS 온도가 최저 정격 작동 온도 이하로 떨어졌다. 장비는 섭씨 영하 59도까지 냉각되었지만 이 온도에서도 계속 작동했다.

## 결과

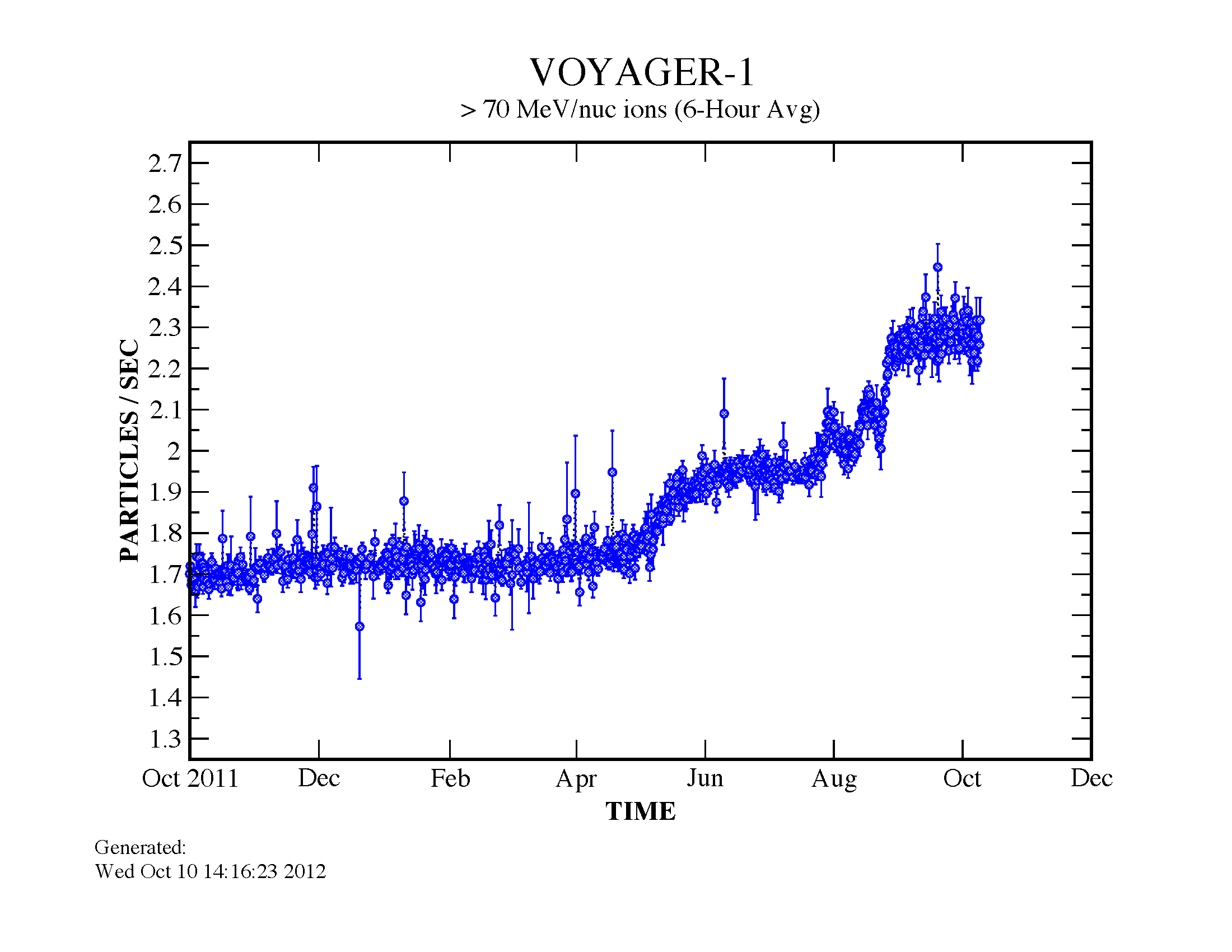
2011년부터 2012년까지 보이저 1호가 기록한 우주선 충돌을 보여준다. 이 시기는 태양권을 마침내 벗어났다고 여겨진다.

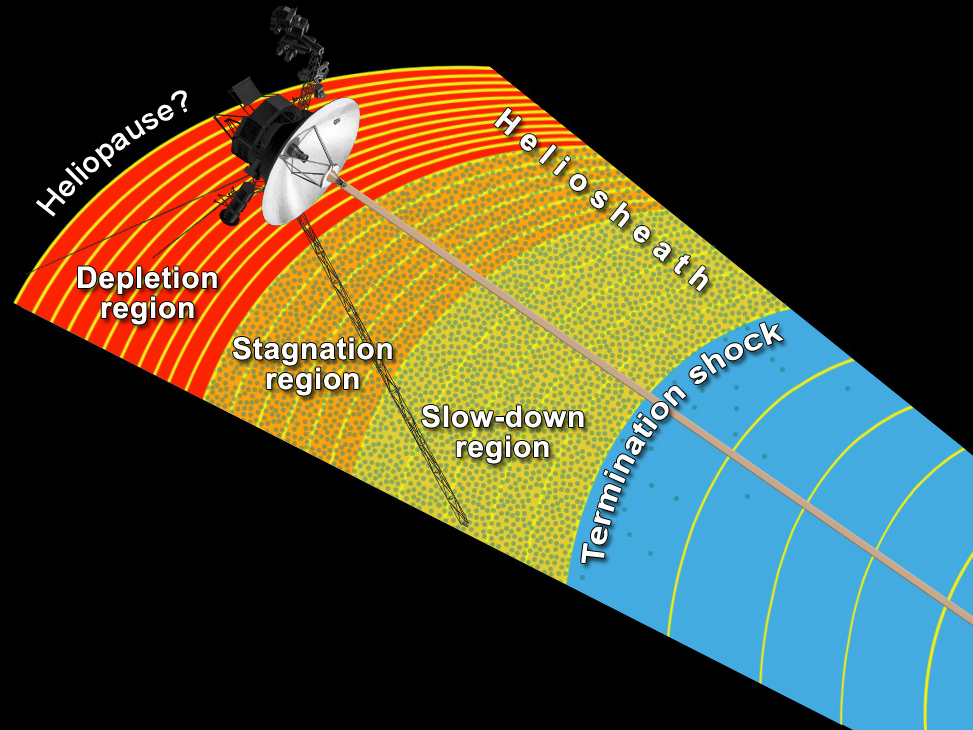
2013년 6월 보이저가 발견한 태양계 외곽 영역

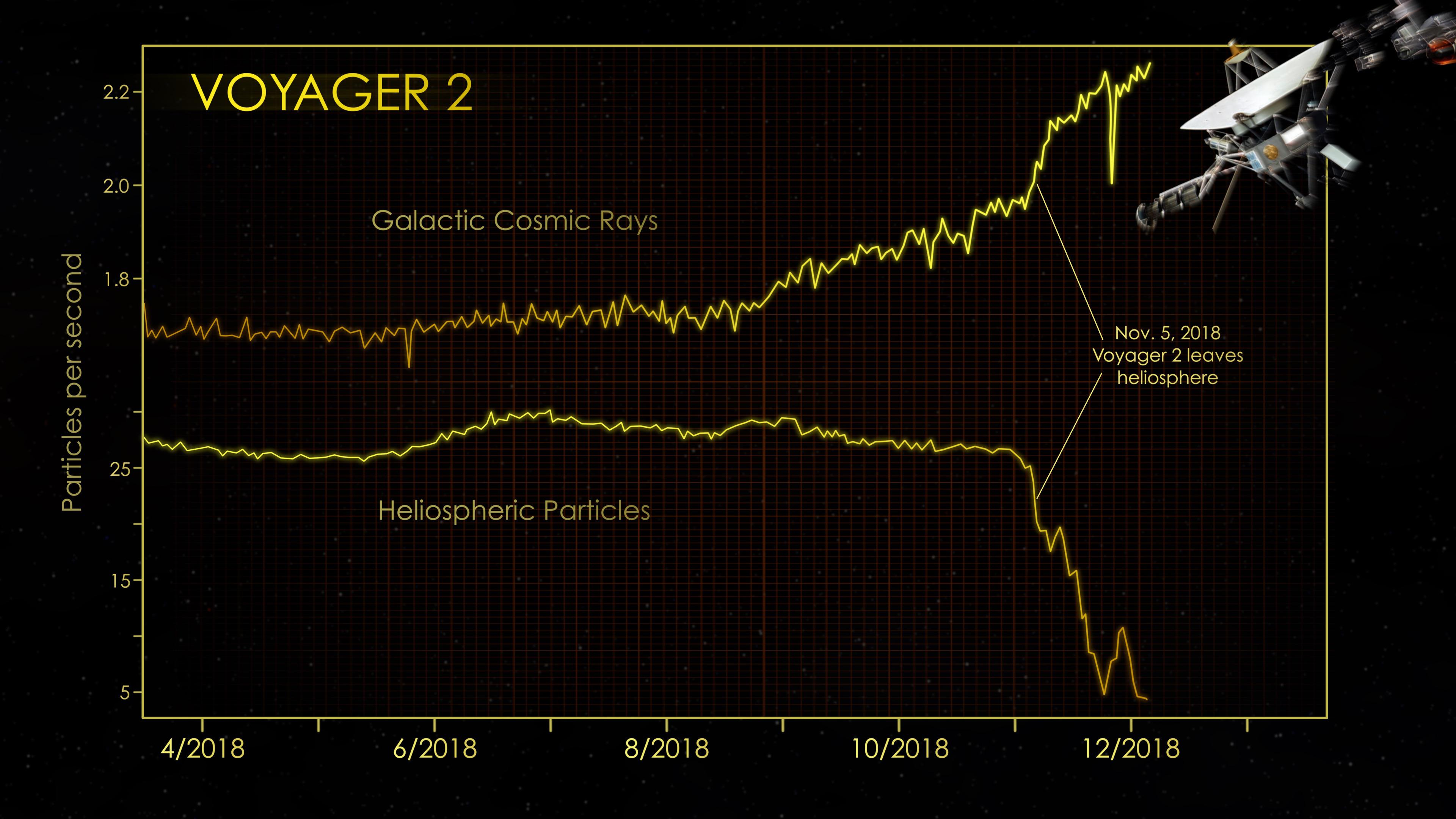
보이저 2호는 2018년 11월 5일 성간 공간에 진입했다고 보고되었다.

1977년 태양 극소기 동안 보이저에 탑재된 CRS 장비를 사용하여 헬륨, 탄소, 질소, 산소, 네온의 스펙트럼이 측정되었다. 1977년 태양 극소기는 연말에 발생했으며, 행성간, 은하 및 변칙적인 에너지 스펙트럼을 모두 관찰할 수 있었다.
1980년대 초반, CRS는 토성 주변에서 전하를 띤 입자를 탐지했다. 토성의 자기권을 통과할 때 0.43 백만 볼트의 양성자 흐름을 탐지했다. 1980년대에 두 보이저의 CRS 데이터는 태양으로부터 오는 고에너지 입자의 밀도와 추가 정보를 결정하는 데 사용되었다. 1980년대에 CRS 데이터를 사용하여 연구된 또 다른 분야는 외부 태양권에서 은하 우주선의 변화였다.
CRS는 보이저 1호와 2호가 2003년에 태양계의 말단충격을 통과할 것이라고 예측하는 데 도움을 주었다. 이는 보이저 1호가 2004년 12월에 말단충격을 통과했고 보이저 2호가 2007년 8월에 통과했다는 후속 결론을 뒷받침하는 데 기여했다.
2011년, CRS 데이터는 보이저 자기계와 함께 태양풍이 어느 방향으로도 나아가지 않는 영역을 발견했다. 이 영역은 태양계의 입자들이 우주력에 의해 밀려나는 일종의 전하를 띤 입자 무풍지대로 확인되었다. 17 광시 거리에 있는 보이저 1호는 다른 방향에서의 탐지를 위해 여러 번 회전하도록 명령받았다(스핀 방향과 반대로).
2012년에 보이저 1호가 성간 공간, 즉 별들 사이의 성간 매질에 진입한 것으로 결정되었다. 이를 인정한 이유 중 하나는 은하 우주선의 상당한 증가였다.
2013년 CRS 데이터는 보이저 1호가 태양권을 떠날 때 "전이 영역"에 진입했다는 일부 주장을 뒷받침했다. 탐지된 양과 유형에 일부 변화가 있었고, 이는 더 깊은 분석을 촉발했다. 자기계 결과는 해석을 모호하게 만들었다.
우선, 저희 CRS [우주선 하위체계, 보이저의 장비 중 하나] 팀원 중 누구도 2012년 7월과 8월에 몇 차례 입자 강도가 급격히 떨어지고 동시에 다른 입자 강도가 증가하는 것을 컴퓨터 모니터로, 어떤 경우에는 시간 단위로 지켜본 것을 결코 잊지 않을 것이라고 생각합니다.— 

다른 과학자들은 이것이 태양의 태양권을 떠났다는 의미에서 태양계 이탈을 나타낸다고 주장했다. 문제는 우주선 감소에 대한 해석이었는데, 이는 그해 보이저 2호가 태양으로부터 123 AU 거리에서 발생했다. 보이저가 나아가면서 CRS 및 기타 작동 중인 장비의 데이터에 영향을 받아 이루어진 많은 발견과 재구성된 이해는 네이처(Nature)지에서 "오랜 작별"이라고 불렸다.
보이저 2호의 CRS는 2018년에 해당 우주선이 태양의 태양권을 이탈했음을 식별하는 데 도움을 주었다.

## CRS의 위치

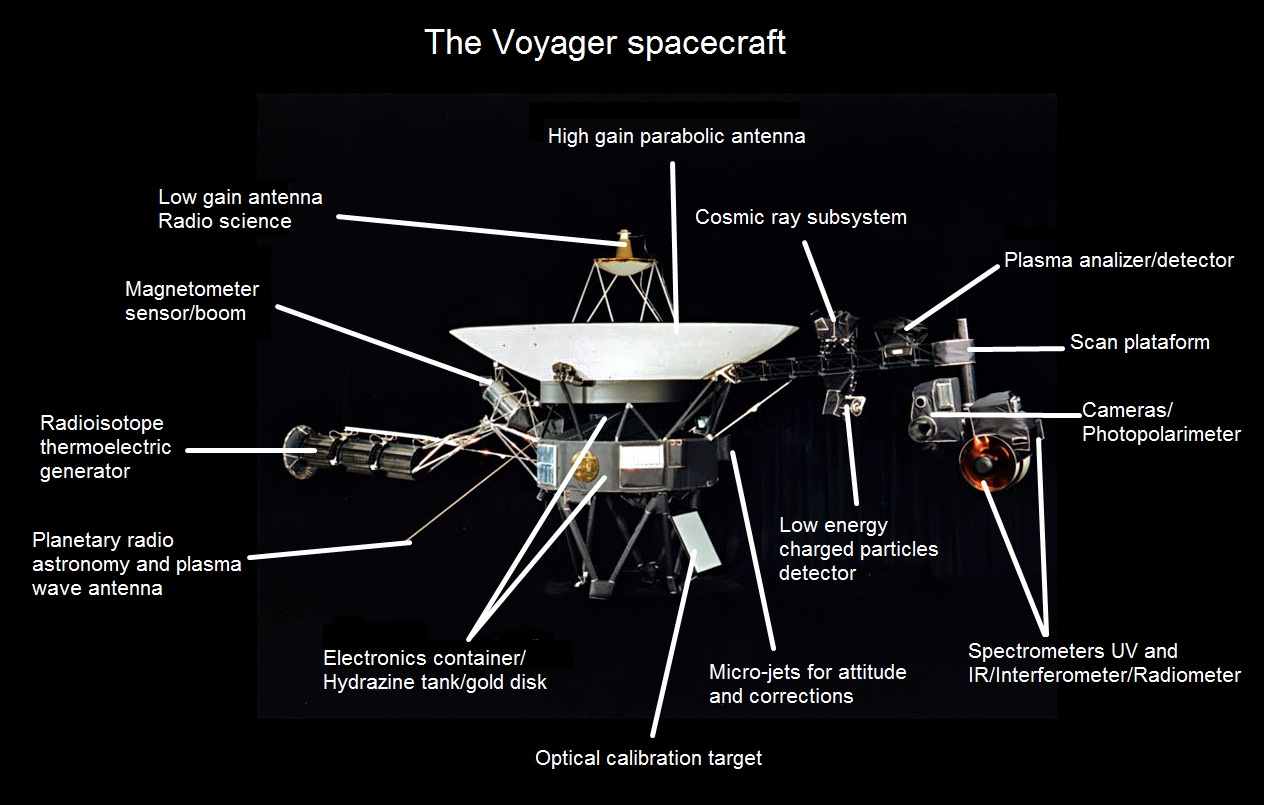
각 기기별로 라벨이 표시된 다이어그램. CRS는 오른쪽 봄에 달려 있지만 카메라의 왼쪽에 있다. 자기계 붐이나 플라스마 실험 안테나는 표시되지 않았다.

## 같이 보기
- 우주선 관측소
- 뉴 허라이즌스 (플라스마 및 고에너지 입자 분광계 기기 참조)
- 국부 성간 구름